# Droga jednojezdniowa

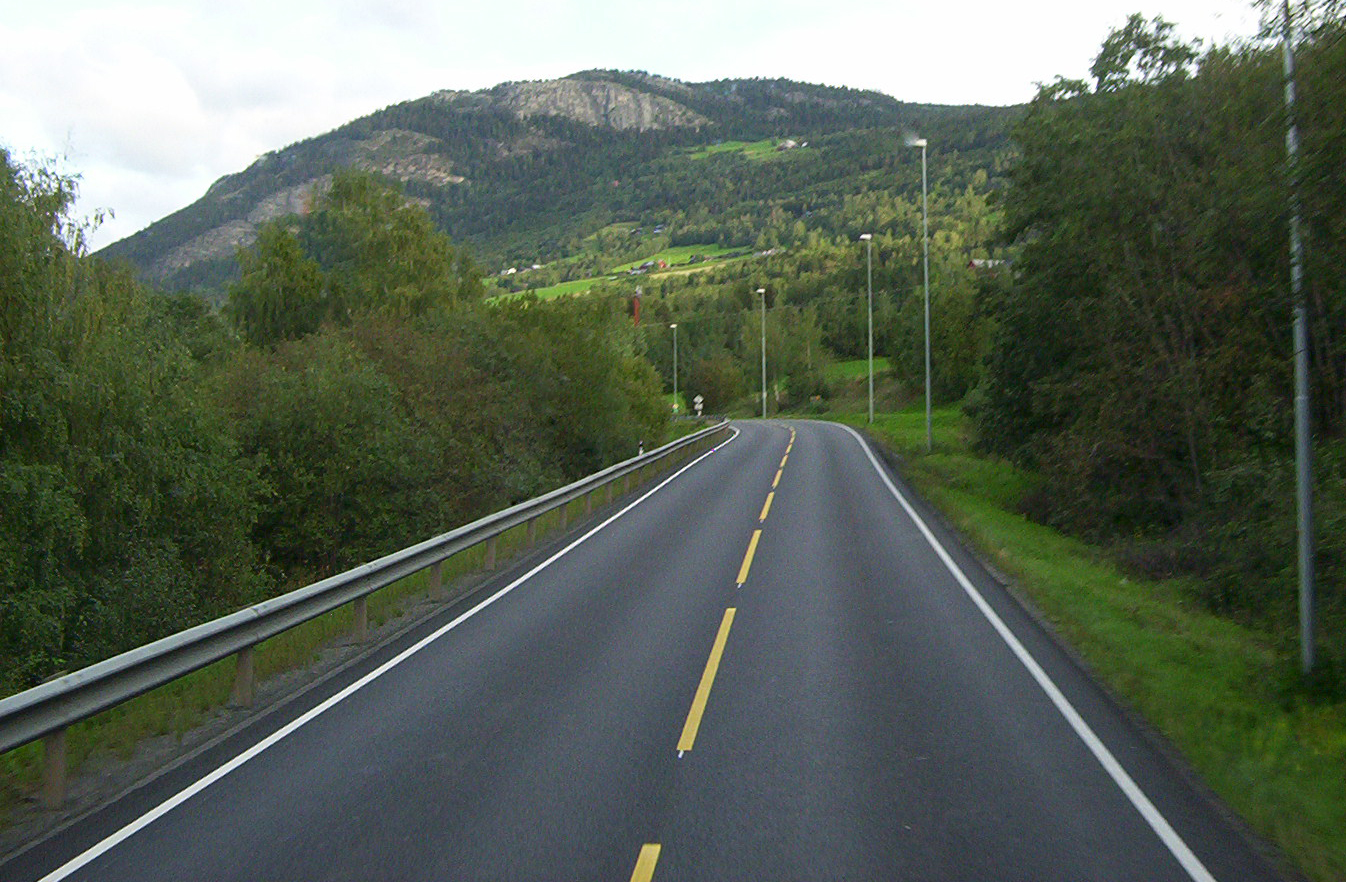
Droga jednojezdniowa o dwóch pasach ruchu (po jednym w każdym kierunku).

Droga jednojezdniowa – droga z jedną jezdnią.
Droga jednojezdniowa ma jedną jezdnię, tj. ma jeden lub więcej pasów ruchu,  między którymi nie ma pasa rozdzielającego (jak to jest w drodze dwujezdniowej).
Ruch jedno- i dwukierunkowy
Na drodze jednojezdniowej może być ustalony ruch jednokierunkowy (wtedy jezdnia ma minimum jeden pas ruchu) lub dwukierunkowy (wtedy jezdnia ma minimum dwa pasy ruchu - patrz zdjęcie).

Wyprzedzanie z prawej strony
Typowo wyprzedzanie następuje z lewej strony pojazdu. Jednak na drogach jednokierunkowych można wyprzedzać z prawej strony niezależnie od tego, ile ma pasów ruchu. Na drogach dwukierunkowych można wyprzedzać z prawej strony, gdy jezdnia ma minimum dwa pasy ruchu w danym kierunku - na obszarze zabudowanym, a minimum trzy pasy ruchu poza nim.

Prawo o ruchu drogowym
Ustawa z dnia 20 czerwca 1997 r. – Prawo o ruchu drogowym (Dz.U. z 2022 r. poz. 988) wprost nie definiuje pojęcia drogi jednojezdniowej. Pojęcie to wynika z definicji drogi, jezdni i pasa ruchu wprowadzonych przez art. 2 przywołanej ustawy.
Art. 2. punkt 1. - droga – wydzielony pas terenu składający się z jezdni, pobocza, chodnika, drogi dla pieszych lub drogi dla rowerów, łącznie z torowiskiem pojazdów szynowych znajdującym się w obrębie tego pasa, przeznaczony do ruchu lub postoju pojazdów, ruchu pieszych, jazdy wierzchem lub pędzenia zwierząt;
Art. 2. punkt 6 - jezdnia – część drogi przeznaczoną do ruchu pojazdów; określenie to nie dotyczy torowisk wydzielonych z jezdni;.
Art. 2. punkt 7 - pas ruchu – każdy z podłużnych pasów jezdni wystarczający do ruchu jednego rzędu pojazdów wielośladowych, oznaczony lub nieoznaczony znakami drogowymi.